# توکای محمدف

بنای یادبود کروغلو در باکو

توکای محمدف (به انگلیسی: Tokay Mammadov) مجسمه‌ساز و تندیس‌ساز آذربایجانی، هنرمند خلق آذربایجان شوروی (۱۹۷۳)، عضو غیرحضوری آکادمی هنر اتحاد جماهیر شوروی (۱۹۷۵)، خادم هنر افتخاری آذربایجان شوروی (۱۹۶۲) و پروفسور (۱۹۷۷) بود.
بین سال‌های ۱۹۷۰ تا ۱۹۷۲ ریاست اتحادیه نقاشان جمهوری آذربایجان بر عهده داشت.

## اوایل زندگی و تحصیل
توکای محمدف ۱۸ ژوئیه سال ۱۹۲۷ در خانواده زیور محمد اوا، اولین زن مجسمه‌ساز آذربایجان، در شهر باکو در آذربایجان شوروی به دنیا آمد. پس از گذراندن تحصیلات متوسطه، وارد مدرسه فنی هنر باکو شد. در دوره سوم بود که، در سال ۱۹۴۵ به رشته مجسمه‌سازی آکادمی دولتی هنر، مجسمه‌سازی و معماری سن پترزبورگ پذیرفته شد. در سال ۱۹۵۱ از این آکادمی دانش‌آموخته شد. از استادان بزرگی مانند «آلکساندر ماتویوف»، «میکائیل کرزین» و «ونیامین پینچوک» آموزش دید.
در سال ۱۹۷۸ از توکای محمدف در پاس ساخت مجسمه مشهدی عزیزبیگوف در باکو در سال ۱۹۷۷، با اعطای جایزه دولتی اتحاد شوروی تقدیر به عمل آمد. ساخت مجسمه یادبود به ارتش یازدهم شوروی در باکو در سال ۱۹۸۰، یکی دیگر از آثری بود، که به تخصیص جایزه دولتی آذربایجان شوروی در سال ۱۹۸۲ به وی انجامید. با بنای مجسمه محمد فضولی در باکو در سال ۱۹۸۲، نشان نقره آکادمی هنر شوروی را ازآن خود نمود.

## فعالیت
از آثار مهمی که توکای محمدف خلق کرد، می‌توان مجسمه نیم تنه برنز اختصاص یافته به جانبازان جنگ، مجسمه‌های «عادل قلی‌اف» - قهرمان اتحاد شوروی، «بهاءالدین میرزایف»، «س. امحدف» - قهرمان کار سوسیالیست که همگی در سال ۱۹۸۵ ایجاد شدند، مجسمه پرتره‌ای صمد وورغون (۱۹۸۷)، مجسمه عمادالدین نسیمی (۱۹۷۹) و غیره… را شمرد.
توکای محمدف از نخستین مجسمه‌سازان اهل آذربایجان بود که شروع به بهره‌مندی از چوب در مجسمه‌سازی کرد، که بعداً این به مورد علاقه‌ترین مصالح برای وی تبدیل شد. برای مدت مدید وی در آذربایجان زندگی کرد و عهده‌دار یکی از قسمت‌های آکادمی دولتی هنر آذربایجان شد. در طی این دهاها تعداد بسیار زیادی از هنرمندان مستعد را به بار آورد.

## جوایز
- جایزه دولتی اتحاد شوروی (۱۹۷۸)[۵]
- جایزه دولتی آذربایجان شوروی (۱۹۸۲)
- نشان شهرت جمهوری آذربایجان (۲۰۰۲)
- نشان نقره آکادمی دولتی هنر اتحاد شوروی (۱۹۵۸)
- نشان «برای خدمات عظیم به آکادمی به مناسبت ۲۵- امین سالگرد تأسیس آکادمی هنر روسیه (۲۰۰۷)
- مدال کانون روشن‌گری، فرهنگ و اطلاعات به اسم آکادمیک یوسف محمدعلی‌اف (۲۰۰۷)